# Aragua
Aragua (hiszp. Estado Aragua) – to jeden z 23 stanów Wenezueli, położony w północno-centralnym regionie tego kraju. Jej obszar to równiny, dżungla, a na wybrzeżu – plaże. Najbardziej popularne to Cata i Coroni. Znajduje się tu część najstarszego parku narodowego w Wenezueli – Parku Narodowego Henri Pittier.
Stolicą stanu jest Maracay.
Stan Aragua ma powierzchnię 7014 km², w roku 2011 liczył 1 630 308 mieszkańców. Dla porównania, w roku 1970 mieszkańców było 429,4 tys.

## Gospodarka
W stanie Aragua uprawia się trzcinę cukrową, bawełnę, pomidory, ziemniaki. Na terenie stanu wydobywa się rudy miedzi oraz niklu. W stanie Aragua rozwinął się przemysł spożywczy, włókienniczy oraz papierniczy.

## Gminy i ich siedziby
1. Bolívar (San Mateo)
2. Camatagua (Camatagua)
3. Francisco Linares Alcántara (Santa Rita)
4. Girardot (Maracay)
5. José Angel Lamas (Santa Cruz)
6. José Félix Ribas (La Victoria)
7. José Rafael Revenga (El Consejo)
8. Libertador (Palo Negro)
9. Mario Briceño Iragorry (El Limón)
10. Ocumare de la Costa de Oro (Ocumare de la Costa)
11. San Casimiro (San Casimiro de Güiripa)
12. San Sebastián (San Sebastián)
13. Santiago Mariño (Turmero)
14. Santos Michelena (Las Tejerías)
15. Sucre (Cagua)
16. Tovar (Colonia Tovar)
17. Urdaneta (Barbacoas)
18. Zamora (Villa de Cura)

## Geografia
Aragua graniczy z Morzem Karaibskim na północy, w pobliżu wybrzeża wznoszą się pasma górskie centralnych Kordylierów. Ich szczyty osiągają wysokość ponad 2400 m n.p.m. Większość pozostałego obszaru stanu to żyzne doliny, intensywnie wykorzystywane rolniczo, jedynie na południowych krańcach zaczynają się już llanosy. Zachodnią granicę stanowi Jezioro Valencia.
Główne rzeki stanu to Aragua, Guárico, Limón, Tuy, Pao oraz Turmero. Uchodzą do Morza Karaibskiego, Jeziora Valencia, lub zasilają Orinoko. Sztuczny zbiornik Catamagua jest głównym źródłem wody pitnej dla Caracas.